# Aegithalos glaucogularis
El mito gorjigrís (Aegithalos glaucogularis) es una especie de ave paseriforme de la familia endémica de China. 
Anteriormente fue considerada una subespecie del Aegithalos caudatus. Se han descrito dos subespecies distintas: A. glaucogularis glaucogularis en China Central (Desde las montañas del oeste de Sichuan hasta el delta del Yangtze y A. glaucogularis vinaceus, en el norte y oeste de China (Desde Liaoning a Gansu, Qinghai y norte de Yunnan).
Su hábitat natural es el bosque templado.